# 八島成正
八島 成正（やしま なりまさ、1843年12月1日（天保14年10月10日）- 1918年（大正7年）1月29日）は、明治期の養蚕家、実業家、政治家。衆議院議員、福島県会議長、福島県伊達郡石戸村長。

## 経歴
陸奥国伊達郡山戸田村（福島県伊達郡石戸村大字山戸田、霊山町を経て現伊達市霊山町山戸田）で生まれる。漢学を修め、農業を営む。
祠官、戸長、学区取締、福島県会議員、同常置委員、同副議長、同議長、石戸村長、伊達郡会議員、所得税調査委員などを務めた。
また、福島県蚕糸業組合頭取、蚕糸業中央部会議員、福島県蚕業学校評議員、同会長などを歴任。蚕種製造の改良を図って山戸田組を設立し頭取に就任。伊達郡の生糸改良のため扶桑社を設立した。
1902年（明治35年）8月、第7回衆議院議員総選挙（福島県郡部、憲政本党）で当選し、衆議院議員に1期在任した。